# Jan Ponętowski
 (juillet 2018).
Jan Ponętowski, né vers 1540 et mort vers 1598, est un homme politique, diplomate et universitaire polonais. Il est connu pour être l'un des principaux partisans du mouvement ecutionniste[Quoi ?]. Il est associé à l'Akademia Krakowska (Université Jagellonne) en 1569 et est un bibliophile